# Gmina związkowa Enkenbach-Alsenborn (1972–2014)
Gmina związkowa Enkenbach-Alsenborn (niem. Verbandsgemeinde Enkenbach-Alsenborn) – dawna gmina związkowa w Niemczech, w kraju związkowym Nadrenia-Palatynat, w powiecie Kaiserslautern. Siedziba gminy związkowej znajdowała się w miejscowości Enkenbach-Alsenborn. 1 lipca 2014 gminę związkową połączono z gminą związkową Hochspeyer tworząc nową gminę związkową Enkenbach-Alsenborn.  

## Podział administracyjny
Gmina związkowa zrzeszała cztery gminy wiejskie:
1. Enkenbach-Alsenborn
2. Mehlingen
3. Neuhemsbach
4. Sembach